# 基什孔费莱吉哈佐区
基什孔费莱吉哈佐区（匈牙利語：Kiskunfélegyházi járás），是匈牙利巴奇-基什孔州的一个区，总面积582.37平方公里，总人口37,455人（2011年），人口密度64人/平方公里。中心城市为基什孔费莱吉哈佐。

## 市镇
基什孔费莱吉哈佐区包含一个城镇、一个大村和4个村庄。